# 創世日記
「創世日記」（そうせいにっき）は、藤子・F・不二雄（発表時は藤子不二雄名義）の読切漫画作品。1979年（昭和54年）に『マンガ少年』7月号に掲載された。
内容的にはハードSFに近いものだが、作者特有の可愛らしい絵柄と、意外でコミカル、かつひねりの効いたラストで、重い雰囲気になることを免れさせている。
しかし一方で、物語の中で描かれる平凡かつ卑近な日常と、その中に潜む全宇宙規模の途轍もない謎、深刻な人類滅亡の危機という落差が、いかにもSFという雰囲気を醸し出していた。
時間もののSFでよくある「存在の環」も使われている。

## ストーリー
主人公、加美創（かみ・つくる）は、高校受験を控えた中学三年生。七月のある夜、彼が未来から来たセールスマン風の男と出会うところから、物語は始まる。
ぼやく男の話を聞く内、彼は成り行きで、奇妙な円盤状の物体を託される。それは「天地創造システム」と呼ばれ、一つの宇宙を中に納めているのだという。その宇宙を育てるエネルギーは、彼自身の「意志」なのだという。男は創に、地球の誕生・生命の誕生・人類の誕生を成し遂げ、それに至るまでの観察日記をつけて欲しいと申し出る。
奇妙に思いながらも説明書に従い、その宇宙を育て始める創。その後もたびたび訪れる、あのセールスマン風の男。地球の誕生・生命の誕生までは上手くいった。あの男から大げさすぎるほどの賞賛を浴びせられた彼は、次第にその「育成」に夢中になっていく。
ところが、受験にさしつかえると不安になった両親が、「天地創造システム」を捨ててしまう。そこへ訪れたあの男から、創は意外な真相を聞かされる。彼が作っていたのは、実は今我々自身が住んでいる、この宇宙なのだという。生命の誕生を偶然に頼っていては、宇宙の終わりまでかかっても見込みが無いがゆえに、誰かが作らねばならないのだという。
天地創造システムに早くもう一度彼の意志を吹き込まないと、地球と人類が、丸ごと消えてしまうというのだが･･･。

## 備考
同じ作者による大長編ドラえもん およびそれを原作とするアニメ映画の「ドラえもん のび太の創世日記」は、テーマこそ異なるが本作を下敷きにしている。